# Tanna do sudoeste
Tanna do sudoeste é um continuum dialetal falado no sudoeste da ilha de Tanna em Vanuatu. O linguista John Lynch nomeou três dialetos que compõem a língua: Nivhaal, Nivai e Nelpwaai.